# 2018년 동계 올림픽 뉴질랜드 선수단
2018년 동계 올림픽 뉴질랜드 선수단은 대한민국 평창군에서 개최될 2018년 동계 올림픽에 참가할 예정인 올림픽 뉴질랜드 선수단이다.

## 메달 집계
| 종목 | 1 | 2 | 3 | 합계 |
| 합계 |   |   |   |      |

## 종목별 성적

### 프리스타일 스키
| 선수 | 세부 종목 | 예선     | 예선     | 예선     | 예선     | 결선     | 결선     | 결선     | 결선     | 결선     | 결선     |
| 선수 | 세부 종목 | 1차 시기 | 1차 시기 | 2차 시기 | 2차 시기 | 1차 시기 | 1차 시기 | 2차 시기 | 2차 시기 | 3차 시기 | 3차 시기 |
| 선수 | 세부 종목 | 점수     | 순위     | 점수     | 순위     | 점수     | 순위     | 점수     | 순위     | 점수     | 순위     |
|      |           |          |          |          |          |          |          |          |          |          |          |